# Голубівка (станція)
Голубі́вка — вантажно-пасажирська залізнична станція Луганської дирекції Донецької залізниці.
Розташований на північному заході міста Голубівка, Кіровська міська рада, Луганської області на лінії Дебальцеве — Попасна між станціями Мар'ївка (5 км) та Первомайськ (5 км).
Через військову агресію Росії на сході Україні транспортне сполучення припинене.